# Chè bưởi
Chè bưởi là một món chè trái cây phổ biến có nguồn gốc từ vùng Tây Nam Bộ, Việt Nam, đặc biệt là ở Long Xuyên. Khác với những món chè Việt Nam truyền thống thường được làm từ các loại đậu (đậu xanh, đậu đỏ, đậu đen, v.v...) hoặc các loại bột (bột gạo, bột mì, v.v...), món chè bưởi được làm từ cùi bưởi (phần màu trắng của vỏ bưởi).

## Nguyên liệu
- Bưởi: 1 trái to.
- Đậu xanh không vỏ: 200 gram.
- Đường phèn: 150 gram.
- Bột năng: 100 gram.
- Vani: 5 ml.
- Dừa nạo: 300 gram

## Cách làm
Điều khác biệt lớn nhất so với các món chè còn lại chính là cùi bưởi. Cùi bưởi phải được ngâm vào nước muối cho hết vị the, cắt sợi nhỏ vừa ăn. Sau đó được cho vào bột năng và đường tinh để giữ độ giòn và dai của cùi bưởi. Một món chè bưởi ngon phải có độ ngọt thanh vừa phải, chè không quá đặc mà phải có độ sánh mịn. Để làm được điều này, lúc khuấy bột năng với lá dứa phải khuấy cho thật đều tay, không để bị vón cục hay cháy ở dưới đáy nồi. Khi gần đạt được độ đặc vừa phải mới bắt đầu cho cùi bưởi vào khuấy. Khi nào cùi bưởi chín thì cho đậu xanh vào, đun cho đến lúc sôi.
Bước 1: Cho đậu xanh đã xát vỏ vào trong một cái âu to và cho nước vào ngâm trong khoảng 1 tiếng cho đỗ nở rồi vớt đỗ ra rổ để cho ráo nước.
Bước 2: Thực hiện sơ chế cùi bưởi (Đây là bước quan trọng, làm cho món chè được ngon, ngọt và giòn).
- Đem bưởi gọt bỏ hết vỏ xanh bên ngoài đi và lấy lại phần cùi bưởi trắng rồi cắt cùi bưởi trắng thành hình hạt lựu dày tầm khoảng 1,5 cm.
- Cho muối vào trộn đều với cùi bưởi đã cắt thành hình hạt lựu. Sau đó dùng tay bóp nhẹ khoảng vài phút để cùi bưởi bớt the và đắng, sau đó đem đi xả sạch với nước lạnh rồi vắt cho ráo hết nước. Thực hiện lặp đi lặp lại quy trình này thêm 2 lần rồi nếm nếu thấy cùi bưởi đã hết không còn vị đắng thì cho đường vào ướp với cùi bưởi trong khoảng 1 tiếng.
Lưu ý: Sau khi làm như trên mà cùi bưởi vẫn đắng thì cho cùi bưởi vào luộc qua và vắt ráo nước đi rồi cho đường vào ướp.
Bước 3: Cho bột năng vào cùi bưởi đã ướp đường để lăn khô và đợi một lúc cho bột năng phủ đều vào cùi bưởi rồi lấy rây lọc, lọc bớt phần bột năng còn dư ra.
Bước 4: Đặt một nồi nước lên trên bếp và đun sôi lên rồi thả cùi bưởi sau khi làm ở bước 3 vào đun tiếp cho đến khi thấy cùi bưởi nổi lên và dần dần chuyển sang màu trắng trong thì vớt cùi bưởi ra. Chuẩn bị sẵn 1 tô nước đá để khi vớt cùi bưởi ra thì nhanh tay đổ vào tô nước đá đó để cùi bưởi được giòn và cứng.
Vớt cùi bưởi ra tô nước đá để trong khoảng 15 phút rồi vớt ra và để cho cùi bưởi được ráo nước.
Bước 5: Tiếp tục đun sôi thêm một nồi nước khác và cho đường vào nồi nước đó. Khuấy đều cho đường tan hết rồi cho đỗ xanh vào khuấy tiếp khoảng 10 phút cho đỗ xanh chín thì tắt bếp.
Bước 6: Cho bột năng vào một cái tô to rồi đổ từ từ nước vào hòa tan ra rồi đổ chỗ bột năng đã hòa vào trong nồi nước chè. Vừa đổ vừa khuấy đều cho đến khi nước chè dần sánh lại thì tiếp tục đổ cùi bưởi vào và đun nhỏ lửa và cho vanilla vào để món chè bưởi tạo hương thơm ngon.
Bước 7: Đun nồi chè bưởi khi thấy sôi lên thì tắt bếp.

## Trình bày
Chè bưởi nguội bớt rồi sẽ múc chè bưởi ra chén (hoặc ly,...) và thêm một ít dừa nạo, đá, đậu phộng và sữa dừa rồi thưởng thức. Ngoài ra, nếu muốn ăn thơm ngon hơn, ta sẽ rưới nước cốt dừa lên trên. Để làm tăng thêm độ thơm, nhiều người có thói quen cho hoa bưởi lên trên chén chè rồi để nguội, đến khi ăn thì bỏ ra. Chè bưởi nên ăn lạnh.